# 라우라 후흐타사리

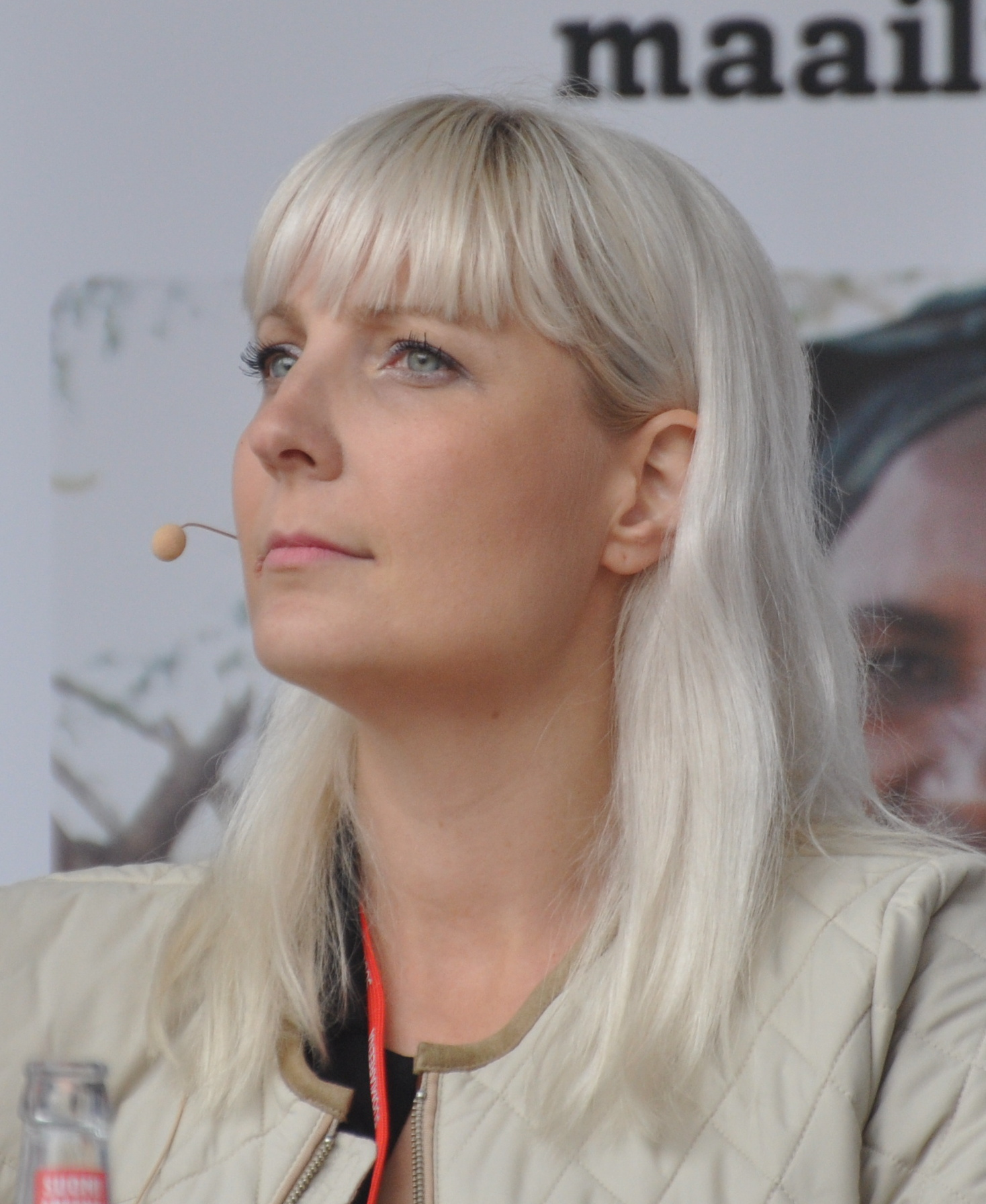
라우라 후흐타사리

라우라 후흐타사리(핀란드어: Laura Huhtasaari, 1979년 3월 30일 ~ )는 핀란드의 정치인이다. 핀인당 소속으로, 2015년 4월부터 사타쿤타 선거구의 국회의원을 지내고 있다. 2018년 핀란드 대통령 선거에서 핀인당의 후보로 출마했다.

## 경력
후흐타사리는 2004년 교육학 석사 학위를 받았으며, 이후 종교 및 특수 교육 교사로 일했다. 2012년 1,064표를 득표해 포리 시의원으로 당선되었으며, 2017년에서 2,566표를 얻어 재선에 성공했다. 2014 유럽의회 선거에 출마해 9,132표를 얻었지만 당선되지는 않았다. 2015년 총선 때 9,259표를 얻어 국회의원으로 당선되었다. 현재 국회 법률사무위원회 및 교육문화위원회 소속이며, 북유럽 이사회의 핀란드 대표단 구성원 중 하나로 일하고 있다.
2017년 전당대회 때 유시 할라아호를 지지했다. 6월 10일 할라아호가 대표로 선출된 그날, 후흐타사리는 당의 제1부대표로 선출되었다. 8월 4일, 2018년 대선의 핀인당 후보로 선출되었으며, 본선에서 6.9%의 득표율로 3위를 차지했다. 현직 대통령인 사울리 니니스퇴가 1차에서 과반 득표해 결선 없이 당선되었다.

## 정치관
후흐타사리는 핀란드가 "곧 붕괴될 유럽 연합"을 탈퇴해야 한다고 주장하고 있으며, 핀란드의 오타와 협약 및 파리 협정 탈퇴를 지지하고 있다. 그는 핀란드의 북대서양 조약 기구(NATO) 가입은 반대하지만, 동맹과의 협력은 지지한다. 그는 또한 도널드 트럼프 미국 대통령의 지지자이다.
창조론자로서 진화론은 '완전히 불가능한 이론'이라고 주장하고 있다. 그는 또한 경제적 이주자들이 핀란드로 이주하는 것을 방지하기 위해 핀란드가 국제 협약을 거부할 수 있다고 말했다.

## 논문 표절 논란
2018년 대선 당시 2003년 M.Sc. 논문의 일부를 표절한 혐의로 기소되었다. 이에 모교인 이위배스퀼래 대학교는 해당 논문의 10%만이 표절되었으며, 당시 대학교 규정상 그렇게 심각한 정도는 아니었다고 결론을 내렸다.
그러나 2018년 5월 핀란드 공영 방송 회사인 YLE 소속 기자는 그간 알려지지 않은 후흐타사리의 일전 논문을 확인한 결과, 논문의 약 30%가 표절되었다고 전했다. 후흐타사리는 이에 검토 과정에서 단점이 발견되기는 했으나, 논문 자체는 성실하게 작성했다고 반박했다. 그는 또한 논문이 높은 지적 수준을 검증할 수 없으므로 외부 학문을 인용할 수밖에 없었으며, 당시 이에 관한 학교 규정을 충분히 준수했다고 밝혔다. 그럼에도 논란이 계속되자, 2000년 4월부터 1년 간 마셜 제도에서 초등학교 2학년 교사로서 재직했다는 증명서를 공개했다.
2018년 8월 이위배스퀼래 대학교의 상세 보고에 따르면, 후흐타사리의 논문의 표절 정도가 매우 심각하며, 과학적 방법이 무시되었다고 한다. 하지만 공소시효가 만료되면서, 해당 대학교는 더 이상 조치를 취할 수 없게 되었다.

## 선거 결과

### 대통령 선거
| 연도   | 득표수  | 득표율 (%) | 결과 |
| ------ | ------- | ---------- | ---- |
| 2018년 | 207,337 | 6.9        | 3위  |

### 국회의원 선거
| 연도   | 선거구   | 득표수 | 결과 |
| ------ | -------- | ------ | ---- |
| 2011년 | 사타쿤타 | 1,950  | 낙선 |
| 2015년 | 사타쿤타 | 9,259  | 당선 |

### 유럽 의회 선거
| 연도   | 선거구 | 득표수 | 결과 |
| ------ | ------ | ------ | ---- |
| 2014년 | 핀란드 | 9,132  | 낙선 |

### 지방 선거
| 연도   | 지방자치체 | 선거구   | 투표 수 | 결과 |
| ------ | ---------- | -------- | ------- | ---- |
| 2012년 | 포리       | 사타쿤타 | 1,064   | 당선 |
| 2017년 | 포리       | 사타쿤타 | 2,566   | 당선 |